# Éric Dewilder
Éric Dewilder (* 10. April 1964 in Le Portel) ist ein ehemaliger französischer Fußballspieler und heutiger -trainer. Er ist der Sohn von Robert Dewilder, ebenfalls ehemaliger Fußballspieler und -trainer.

## Spielerkarriere
Éric Dewilder kommt aus der Jugend des RC Lens und gehörte schon als 17-Jähriger zum erweiterten Profikader. Bis 1983 konnte er jedoch keinen Einsatz bei dem Erstligisten verbuchen und wechselte deshalb auf Leihbasis zum FC Limoges, wo zu diesem Zeitpunkt sein Vater Robert Dewilder Trainer war. Limoges spielte in der zweiten französischen Liga und erreichte am Saisonende einen guten vierten Tabellenplatz. In der Folgesaison wurde Dewilder erneut verliehen, diesmal an Olympique Marseille, die zuvor wieder in die erste Liga aufgestiegen waren. Mit Marseille sammelte der Abwehrspieler erste Einsätze in Frankreichs höchster Spielklasse und konnte am Saisonende den direkten Wiederabstieg knapp verhindern. Es folgte die Rückkehr zu Lens, wo mit dem ehemaligen polnischen Nationalspieler Joachim Marx auch ein neuer Trainer auf Dewilder wartete. Unter Marx gehörte er zur Stammformation und sollte in den folgenden Jahren eine tragende Rolle in der Abwehr von Lens spielen.
1988 kehrte er dem Verein nach einer durchwachsenen Saison den Rücken und wechselte zum Vizemeister Girondins Bordeaux. Dort spielte er in der Abwehr zusammen mit Didier Sénac und Bixente Lizarazu. Auch andere Weltstars wie Zinédine Zidane oder Didier Deschamps gehörten zum damaligen Kader. Trotz der zahlreichen Stars erreichte Éric Dewilder mit Bordeaux nur den 13. Tabellenplatz und wurde dort nicht glücklich. Es folgte der Wechsel zu SM Caen, wo er aber ebenfalls nur eine Saison spielte und zusammen mit seinen Teamkollegen den Klassenerhalt des Vereins sicherte. Im Jahr 1990 ging er zum FC Sochaux und fühlte sich nach den vergangenen Unglücksjahren wieder wohl. Trotz der schlechten Ligaplatzierungen von Sochaux blieb er seinem Verein treu und spielte dort zum Beispiel zusammen mit Mehmed Baždarević. 1994 wechselte Dewilder zum Erstligaaufsteiger SC Bastia und schaffte am Saisonende den Klassenerhalt mit seiner neuen Mannschaft, während sein alter Verein Sochaux als abgeschlagener Tabellenletzter abstieg. Bei Gazélec FCO Ajaccio und dem RC Paris ließ der Abwehrspieler seine Spielerkarriere bis 1997 noch ausklingen.

## Trainerkarriere
Beim RC Paris übernahm Éric Dewilder nach dem Ende seiner aktiven Laufbahn auch direkt sein erstes Traineramt. Weitere Trainerstationen bisher waren beim AS Poissy und dem FC Rouen.

## Sonstiges
In Villefranche-sur-Mer an der Côte d’Azur besitzt Éric Dewilder mit seiner Frau das Hotel „La fiancée du pirate“.